# 43
El año 43 (XLIII) fue un año común comenzado en martes del calendario juliano, en vigor en aquella fecha. 
En el Imperio romano, era conocido como el Año del consulado de César y Vitelio (o menos frecuentemente, año 796 Ab urbe condita). La denominación 43 para este año ha sido usado desde principios del período medieval, cuando el Anno Domini se convirtió en el método prevalente en Europa para nombrar a los años.

## Acontecimientos
- Roma: el general Aulo Plaucio es enviado por el emperador Claudio para conquistar Britania.
- Fundación de Londinium (Londres).
- La legión IV Macedonica abandona Hispania y marcha al limes del Rin.[1]
- El emperador Claudio somete gran parte de Britania al Imperio romano.[2]